# Bombelli (cráter)

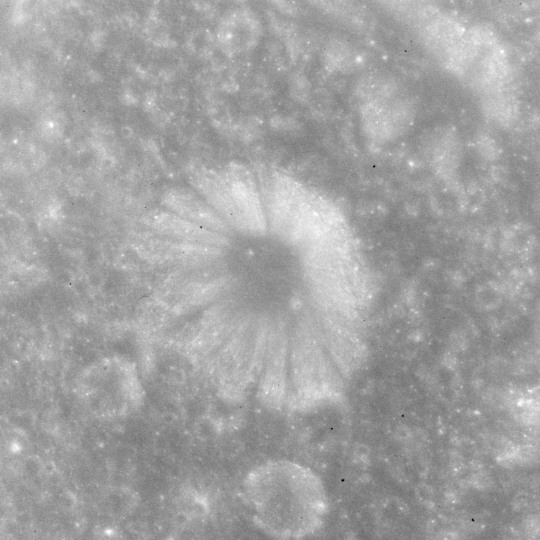
Bombelli (imagen Apolo 15)

Bombelli es un pequeño cráter de impacto lunar situado en las tierras altas del norte del Sinus Successus. Fue designado previamente como Apolonio T antes de ser renombrado por la UAI. El cráter se encuentra al este-sureste de Apollonius.

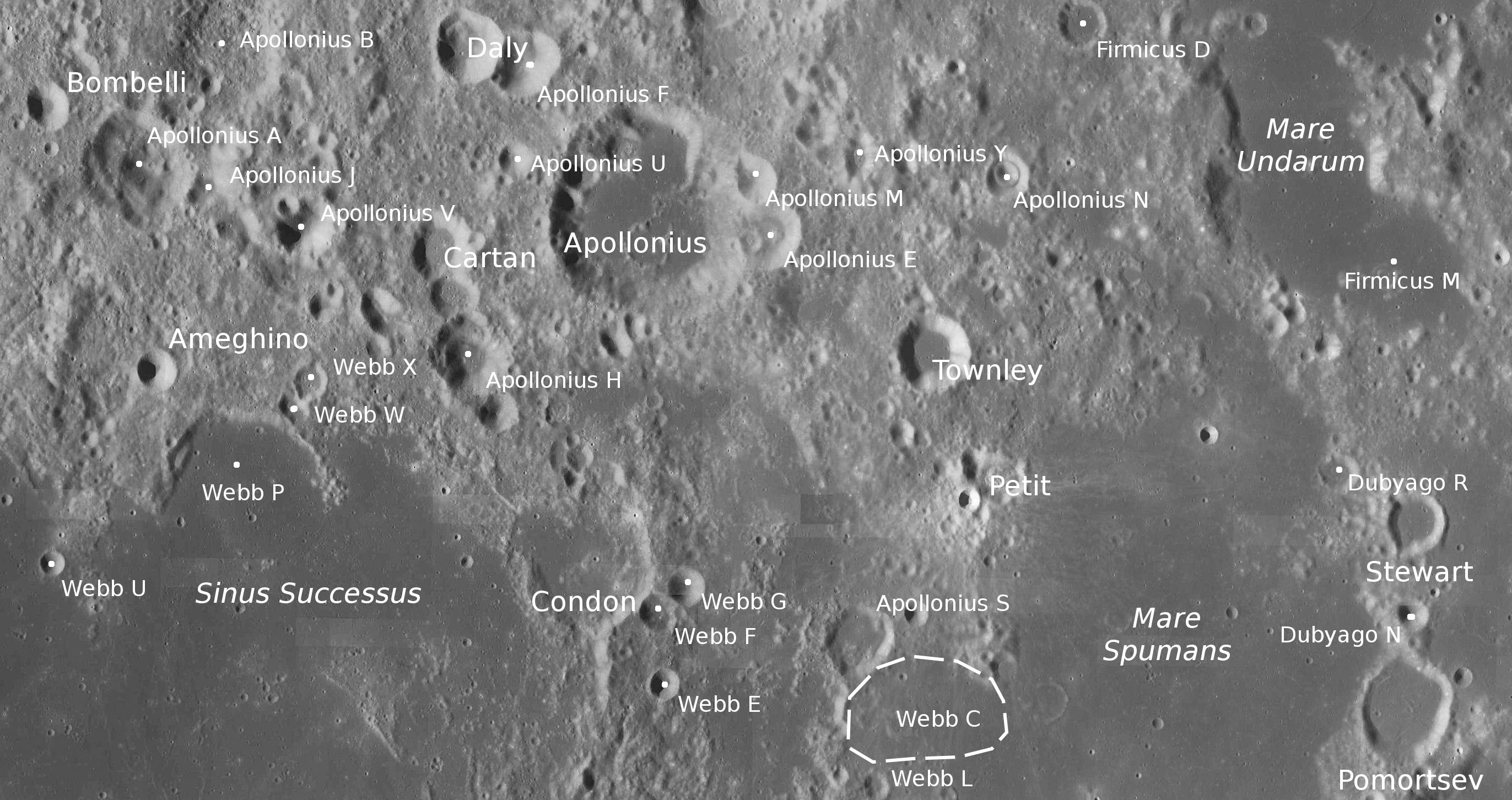
Fotografía de la misión Lunar Reconnaissance Orbiter, con Bombelli en la esquina superior izquierda

Se trata de un cráter más o menos circular, con una ligera protuberancia hacia el exterior en el lado sursudoeste. Presenta una pequeña plataforma interior en el punto medio de las paredes interiores inclinadas, ocupando aproximadamente una cuarta parte del diámetro del cráter.